# Guldoxalis
Guldoxalis (Oxalis valdiviensis) är en harsyreväxtart som beskrevs av François Marius Barnéoud. Guldoxalis ingår i släktet oxalisar, och familjen harsyreväxter. Arten förekommer tillfälligt i Sverige, men reproducerar sig inte. Inga underarter finns listade i Catalogue of Life.